# بید بنفش اروپایی
بید بنفش اروپایی (نام علمی: Salix daphnoides) نام یک گونه از سرده بید است.